# Zury Ríos
Zury Ríos, née à Guatemala le 24 janvier 1968, est une femme politique guatémaltèque. Députée au sein du Congrès de la République de 1996 à 2012, elle se présente comme candidate présidentielle à l'occasion des élections générales de 2015 puis de 2023.

## Biographie

### Origines
Zury Ríos est la fille du dictateur Efraín Ríos Montt, au pouvoir entre 1982 et 1983. Il est condamné en 2013 à 80 ans de prison pour génocide et crimes contre l’humanité, mais le jugement est suspendu par la Cour constitutionnelle pour un vice de procédure. 
Son frère, le général Enrique Ríos, a été responsable des finances de l'armée guatémaltèque avant de démissionner de sa fonction en septembre 2003 pour avoir détourné des millions de dollars du ministère de la Défense vers des comptes bancaires privés à l'étranger.

### Vie personnelle
Zury Ríos a été mariée cinq fois. Avant son mariage actuel avec Gregory Charles Smith, elle a été mariée à Jeovanny Chávez, au député José García Bravatti et à l'homme d'affaires Roberto López Villatoro, connu sous le nom de El Rey del Tenis. Le 20 novembre 2004, elle a épousé l'avocat et membre du Congrès américain Jerry Weller, originaire de l'Illinois. Le 17 août 2006, elle donne naissance à une fille, Marizú Catherine Weller Ríos.

### Carrière politique
Elle siège au Congrès pendant 16 ans, de 1996 à 2012. Elle fait ses débuts en politique auprès de son père, qu'elle défend contre les accusations le visant. Elle dénonce en 2013 la justice guatémaltèque pour l'avoir jugé et condamné. 
Elle se présente à la présidence en 2015, terminant cinquième avec 5,9 % des voix. Sa candidature à la présidentielle de 2019 est rejetée en raison d'une interdiction, depuis abrogée, faite aux anciens dictateurs et à leurs proches parents de briguer la présidence.
Elle est une nouvelle fois candidate à la présidentielle en 2023, présentée un peu rapidement comme l'une des favorites du scrutin en raison de son statut de figure de l'opposition au très impopulaire président Alejandro Giammattei, élu en 2019. Cependant, elle n'obtient que 8,69 % des voix et termine à la sixième place.

## Prises de position
Zury Ríos revendique l'héritage politique de son père. Elle est populaire auprès de l'électorat évangélique conservateur et a le soutien de l'armée et des grandes entreprises.
Elle promet une politique de sécurité particulièrement agressive contre les gangs et les organisations sociales impliquées dans des conflits avec les propriétaires terriens. 
Elle défend également la mise en place de politiques attendues par les évangéliques conservateurs sur des questions telles que l'avortement. 
Elle se prononce pour la dissolution de la Commission internationale contre l'impunité au Guatemala, qui enquêtait sur la corruption de la classe politique.